# Clemens Baeumker
Clemens Baeumker (16 de septiembre de 1853 - 7 de octubre de 1924) fue un historiador alemán de Filosofía, conocido por sus estudios históricos sobre la filosofía medieval.
Baeumker nació en Paderborn, hijo de un maestro de Gymnasium. Estudió Filosofía, Teología y Filología en Paderborn y después en la Universidad de Münster, en la cual obtuvo un doctorado en 1877. 
Con la ayuda de Georg von Hertling fue nombrado profesor de Filosofía en la Universidad de Breslau en 1883, en donde permaneció hasta 1900. En ese año, Baeumker se trasladó a la Universidad de Bonn y en 1903 a la Universidad de Estrasburgo donde ocupó el puesto que dejó Wilhelm Windelband. En 1912 tomó el lugar vacío de su amigo von Hertling en la Universidad de Múnich.

## Obras
- Das Problem der Materie in der griechischen Philosophie, 1890
- "Beiträge zur Geschichte der Philosophie des Mittelalters" (desde 1891)
- Die europäische Philosophie des Mittelalters, 1909
- Roger Bacons Naturphilosophie, 1916
- Der Platonismus im Mittelalter, 1916
- Petrus von Hibernia der Jugendlehrer des Thomas von Aquino unde seine Disputation vor König Manfred, Múnich, 1920.